# SUBLIME
SUBLIME（韓語：써브라임）是韓國的經紀公司，於2015年成立，前稱為Sublime Artist Agency。

## 歷史
SUBLIME成立於2015年4月17日，前稱為Sublime Artist Agency。
2020年4月，與Rain所屬社「RAINCOMPANY」簽署合作備忘錄MOU。
2021年1月，與Jackson個人工作室「TEAM WANG」簽署商業合約。
2022年1月，得到網石遊戲的投資，並與與網石遊戲F&C簽訂戰略合作。另外，JTBC Studio也對SUBLIME進行了後續投資。
2022年2月，宣佈公司將更名為「SUBLIME」。
2023年4月， 與JINI所屬社「UAP」簽署MOU合作管理JINI的演藝活動。

## 旗下藝人
- 安喜延（2019年—）[6]
- 奇恩世（朝鲜语：기은세）（2020年—）[7]
- 宋康昊（2020年—）[8]
- Jackson（2021年—）[9]
- 金允智（2021年—）[10]
- 鄭叡仁（2022年—）[11]
- Rina[註 1]
- 韓炫旻（朝鲜语：한현민 (모델)）（2022年—）[13]
- 金珍京（英语：Kim Jin-kyung）（2022年—）[13]
- Tiffany Young（2022年—）[14]
- 高素榮（2023年—）[15]
- 金道延（朝鲜语：김도연 (1991년)）（2023年—）[16]
- 惠利（2024年—）[17]
- 徐睿知（2024年—）[18]
- Nana（2024年—）[19]
- 林秀香（2025年—）[20]
- 韓音德
- 安泰煥（朝鲜语：안태환）
- 趙漢傑
- 韩在仁（한재인）
- 金智香（김지향）

## 過往藝人
- 徐玄（2017年—2018年）[21]
- 胤祖
- 鄭寶敏
- Jamie
- 孝敏（2018年—2021年）[22]
- 宋柔靜（2019年—2021年）[23]
- 尹㷂穦（2019年—2021年）[24]
- 康多銀（2019年—？）[25]
- 李龍宇（2021年—？）[26]
- 鄭智薰（2020年—2023年）[27]
- 吳藝珠（2021年—2023年）
- Yerin（2021年—2023年）[28]
- 林娜榮（2019年—2023年）[29][30]
- 金希庭（2019年—2023年）[31][32]
- 榮宰（2021年—2024年）[33][34]* 尹晶喜（2020年—？）[35]
- 申帥賢

## 備註
1. ↑  虛擬人物[12]

## 外部連結
- SUBLIME官方網站
- SUBLIME的Instagram帳戶